# Corvo pezzato
Il corvo pezzato o corvo delle Faroe (Corvus corax varius f. loc. leucophaeus Brünnich, 1764), in lingua faroese hvítravnur (corvo bianco), è una forma locale estinta del corvo imperiale (Corvus corax), ed in particolare della sua sottospecie nordeuropea varius. Si ritiene che questi animali siano scomparsi definitivamente attorno alla metà del XX secolo.

Teoricamente, non si dovrebbe parlare di "estinzione" nel vero senso della parola, poiché questi animali non rappresentano una linea filetica distinta dagli altri corvi, ma solo una mutazione differente per alcuni alleli recessivi: pertanto, tali alleli potrebbero essere rimasti allo stato latente in qualche esemplare di corvo di fenotipo selvatico, e qualora si accoppiassero due portatori di tali alleli il corvo pezzato "rinascerebbe".

## Distribuzione
I corvi pezzati erano una popolazione endemica delle isole Faroer, dove colonizzavano le aree

## Descrizione

### Dimensioni
Misurava fino a 60 cm di lunghezza, per un'apertura alare di 120 cm ed un peso che superava il chilogrammo.

### Aspetto

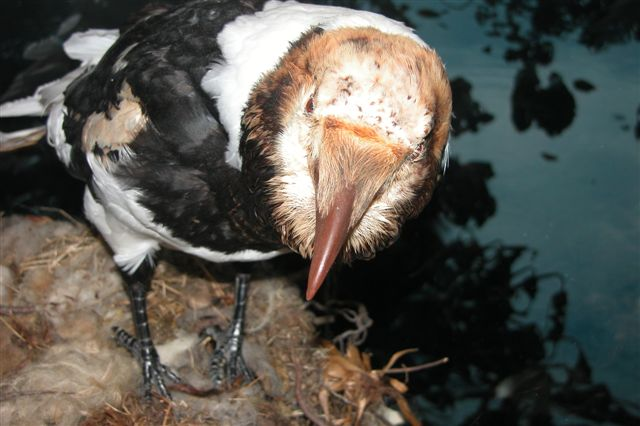
Esemplare imbalsamato al Føroya Náttúrugripasavn.

In questi animali la tendenza della sottospecie varius a presentare zone di piume bianche alla base del becco viene portata all'estremo, grazie a una mutazione genetica che ha comportato un'alterazione (non totale come quelle che determinano l'albinismo) del metabolismo della melanina, fissatasi in questa popolazione insulare grazie al suo isolamento. Per questo motivo, i corvi pezzati hanno una percentuale del piumaggio che supera il 50% completamente bianco: tali aree bianche erano situate principalmente su testa, ali e ventre, ed anche il becco risultava schiarito, essendo di colore giallo-bruno anziché nero.
Nelle isole Faroe vivevano (e vivono tuttora) anche vari esemplari della forma selvatica di Corvus corax varius, coi quali i corvi pezzati si accoppiavano senza problemi: probabilmente ciò è alla base del fatto che questi animali non si sono mai differenziati dalla specie tipo al punto di costituire una nuova sottospecie, poiché i continui apporti di materiale genetico tipico selvatico hanno impedito una sua eccessiva deriva genetica dalla linea tipo varius.

## Biologia
Probabilmente, la mutazione che induceva il fenotipo dei corvi pezzati sopravvisse e si diffuse poiché le pezzature bianche sul corpo spezzavano la figura dell'animale, rendendolo più difficilmente visibile sulle scogliere innevate e perciò permettendogli di avvicinarsi alle colonie nidificanti di uccelli marini senza essere visto. Il suo comportamento, infatti, era uguale in tutti i suoi aspetti a quello degli altri corvi.

## Estinzione
Il corvo pezzato viene menzionato per la prima volta nel kvæði quattrocentesco Fuglakvæði eldra ("la vecchia ballata degli uccelli"), nel quale vengono menazionate oltre quaranta specie di uccelli locali, fra le quali anche l'alca impenne, altro uccello estinto.

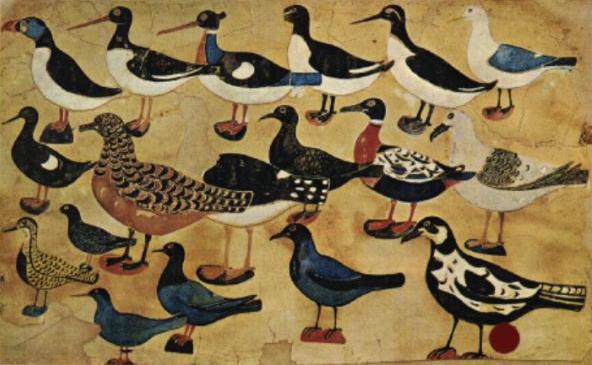
Illustrazione dei 18 fuglar di Díðrikur á Skarvanesi: in basso a destra si può notare un corvo pezzato.

Esso viene nuovamente menzionato da Lucas Debes nel 1673 e da Jens Christian Svabo nel 1782, mentre Carl Julian von Graba, nel 1828, scrive di averne personalmente osservati dieci esemplari, e che questi uccelli, sebbene meno numerosi rispetto a quelli di colore nero, erano comunque piuttosto numerosi nell'arcipelago.
Questi animali, già poco numerosi di per sé, vennero probabilmente decimati a causa del proprio inusuale piumaggio, che li rendeva assai appetibili per i collezionisti e perciò oggetto di una caccia spietata da parte degli isolani, che li vendevano ai forestieri a prezzi assai alti: ad esempio, lo sýslumaður (sceriffo) di Streymoy, Hans Christopher Müller, pagò due rigsdaler (una somma considerevole per l'epoca) per un esemplare imbalsamato proveniente da Nólsoy. Oltre ciò, i corvi, pezzati o meno, venivano perseguitati perché ritenuti dannosi per le colture e gli allevamenti.
Verso la metà del XIX secolo, per la specie arrivò il colpo di grazia: per regio decreto, ciascun uomo di età adulta doveva consegnare ogni anno (pena una multa di sei skilling) un corvo od almeno due rapaci. I corvi pezzati divennero via via più rari, al punto che gli ultimi tre avvistamenti confermati di questi animali sono avvenuti a distanza di quasi vent'anni l'uno dall'altro (rispettivamente 2 novembre 1902, 11 settembre 1916 e 24 dicembre 1948)

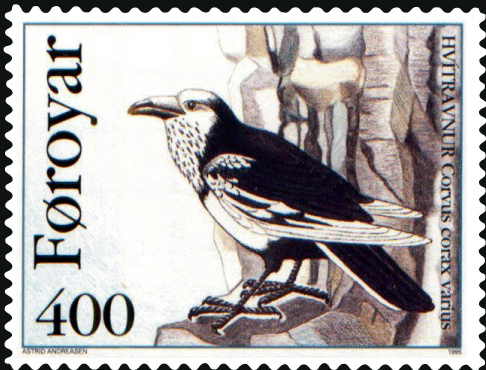
Un corvo pezzato raffigurato su un francobollo faroese del 1995, disegnato da Astrid Andreasen.

Attualmente, del corvo pezzato rimangono quindici esemplari impagliati: sei si trovano nel museo zoologico di Copenaghen, quattro a New York, due ad Uppsala, uno a Leida, uno a Braunschweig ed uno a Dresda.